# Homert (Lennegebirge)
Die Homert ist mit 656,1 m ü. NN der höchste Berg des sauerländischen Lennegebirges im Hochsauerlandkreis, Nordrhein-Westfalen (Deutschland). Sie ist auch höchster Berg und Namensgeber des Naturparks Homert und höchster des südöstlichen Gebirgsteils Homert (auch Die Homert oder Homertrücken genannt).

## Geographische Lage
Die Homert erhebt sich im Südwestteil des Hochsauerlandkreises etwa im Zentrum des Ortsdreiecks vom Sunderner Stadtteil Meinkenbracht und der Esloher Ortsteile Obersalwey im Südsüdwesten und Niedersalwey im Südosten. An der Nordflanke der Homert entspringt der Seilbach und etwas nordwestlich die Romecke, beide Zuflüsse der Linnepe. Durch das Tal südlich des bewaldeten Bergs verläuft der Wenne-Zufluss Salwey.

## Verkehrsanbindung
Südlich und westlich führt die Landesstraße 519 an der Homert vorbei, welche die Dörfer Niedersalwey über Obersalwey mit Meinkenbracht verbindet und von der man auf Waldwegen zum Gipfel gelangen kann. Nach dem Berg ist der Homertweg benannt, der zwar nicht über ihn führt, aber zum Beispiel auch den gleichnamigen Gebirgsteil im nordöstlich gelegenen Wennetal passiert.